# کولتس کرایا
کولتس کرایا (آلبانیایی: Kolec Kraja؛ زادهٔ ۱ ژانویهٔ ۱۹۳۴) بازیکن و مربی فوتبال اهل آلبانی بود.
از باشگاه‌هایی که در آن بازی کرده‌است می‌توان به باشگاه فوتبال پارتیزانی تیرانا اشاره کرد.
وی همچنین در تیم ملی فوتبال آلبانی بازی کرده‌است.